# Барон Гридли
Барон Гридли из Стокпорта в графстве Чешир — наследственный титул в системе Пэрства Соединённого королевства. Он был создан 10 января 1955 года для консервативного политика сэра Арнольда Гридли (1878—1965), который ранее представлял в Палате общин Стокпорт (1935—1950) и Южный Стокпорт (1950—1955). По состоянию на 2023 год носителем титула являлся его внук, Ричард Дэвид Арнольд Гридли, 3-й барон Гридли (род. 1956), который сменил своего отца в 1996 году.
Ричард Гридли, 3-й лорд Гридли, проживает в Уотерлувилле, графство Гэмпшир.

## Бароны Гридли (1955)
- 1955—1965: Арнольд Бэбб Гридли, 1-й барон Гридли (16 июля 1878 — 27 июля 1965), сын Эдвард Гридли (1842—1932) и Эмили Мэри Бэбб (1844—1882)[1];
- 1965—1996: Арнольд Хадсон Гридли, 2-й барон Гридли (26 мая 1906 — 15 июня 1996), старший сын предыдущего и Мэйбл Хадсон (1879—1955)[2];
- 1996 — настоящее время: Ричард Дэвид Арнольд Гридли, 3-й барон Гридли (род. 22 августа 1956), единственный сын предыдущего и Эдны Лесли Винифред Вин[3];
  - Наследник титула: достопочтенный Карл Ричард Гридли (род. 5 февраля 1981), единственный сын предыдущего и Сьюзан Элизабет Риппер[4].